# Château du Moisnil
Le château du Moisnil (de Moisnil ou du Moinils) est un château situé en Wallonie dans le village de Maizeret (commune d'Andenne).          Moisnil signifierait « hameau du moulin ».

## Le château de nos jours
L'aile toujours existante, en style Louis XV avec un toit à la mansard, s'intégrant aux constructions précédentes, a été construite en 1902 par l'architecte Octave Flanneau (1860-1937), pour Jules van Dievoet, avocat à la Cour de cassation, et son épouse Marguerite Anspach.

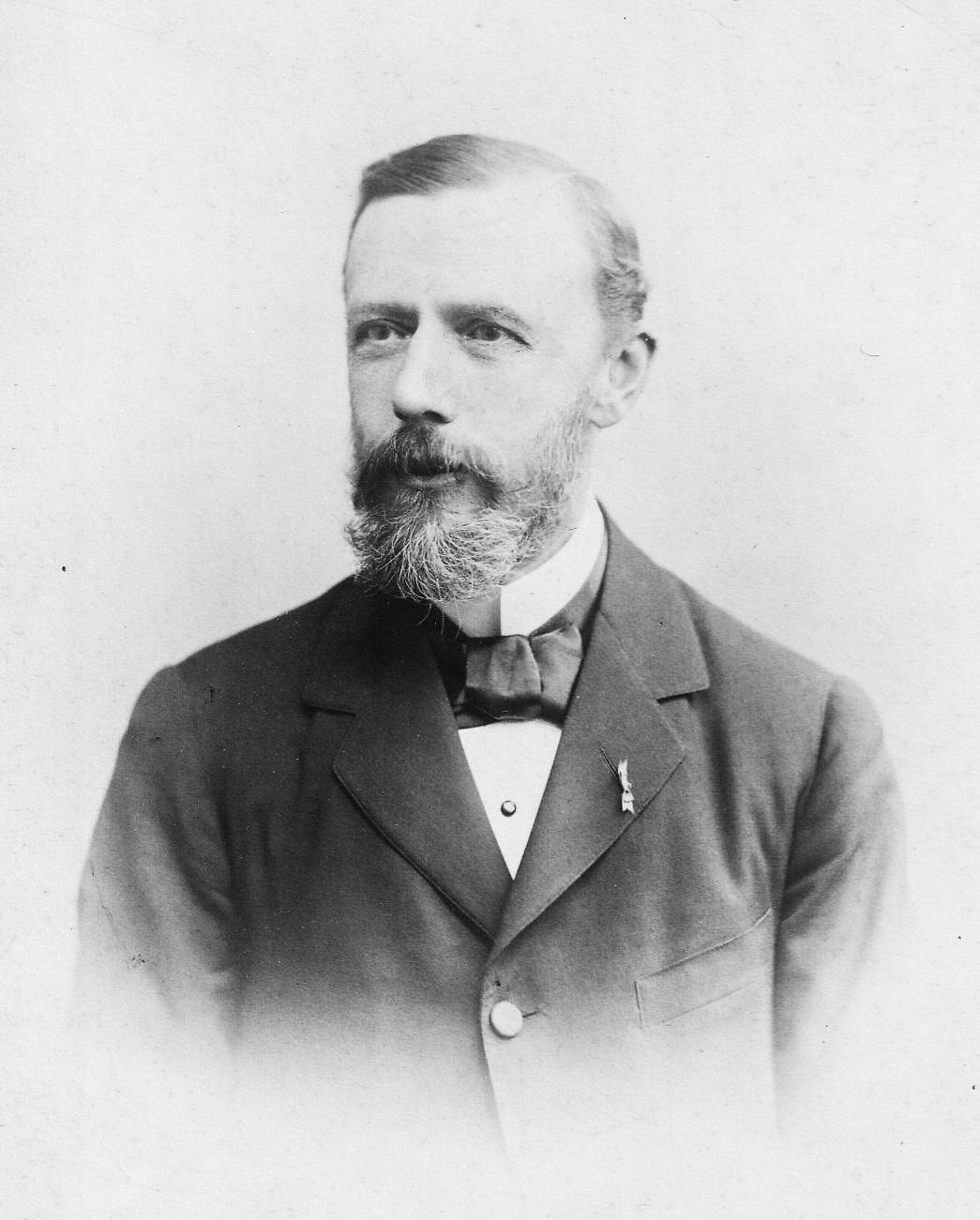
Jules van Dievoet, avocat à la Cour de cassation, propriétaire du château dont il construit en 1902 l'aile subsistante.

## Histoire

### L'Ancien Régime

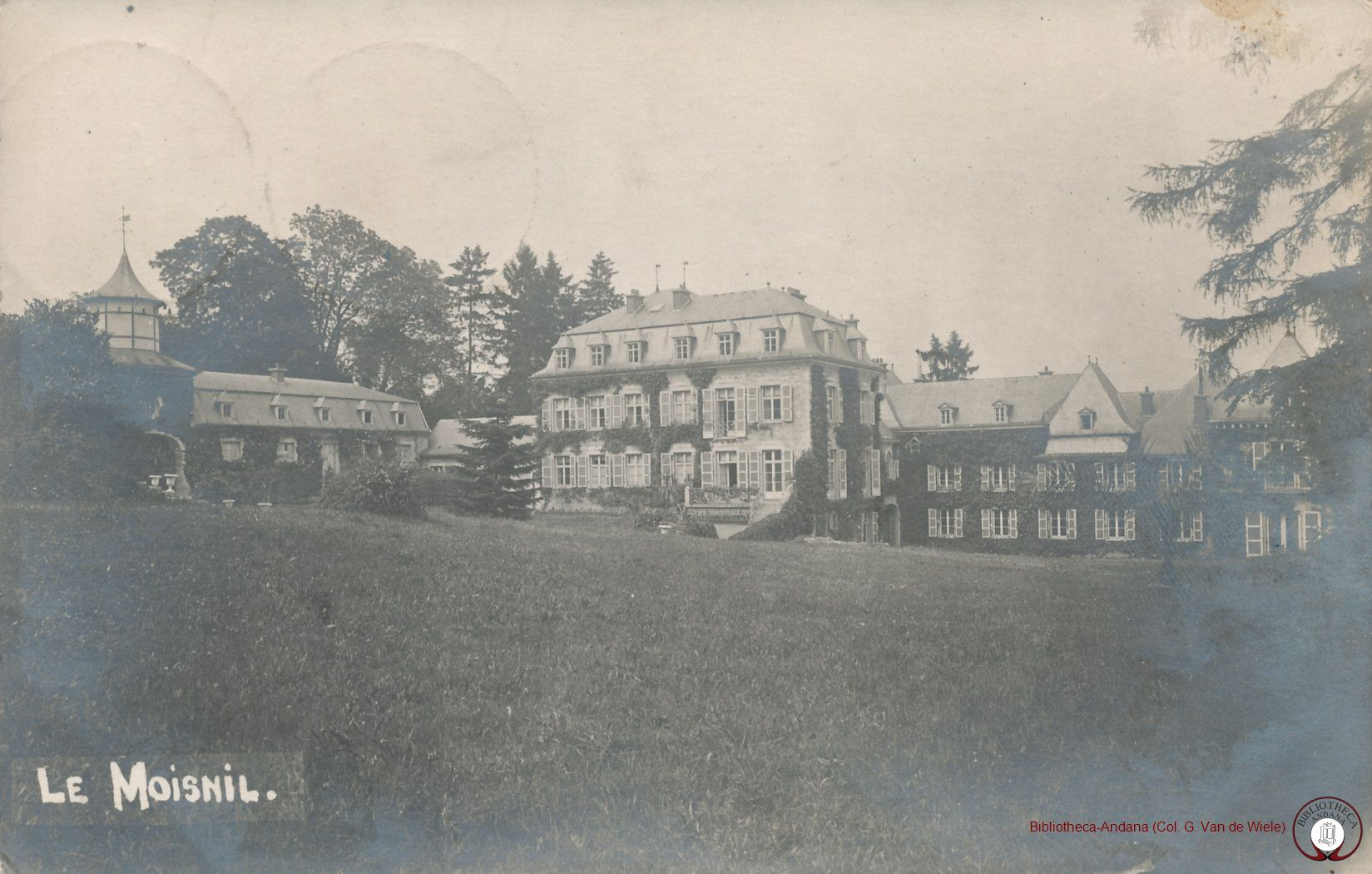
Le château en 1924

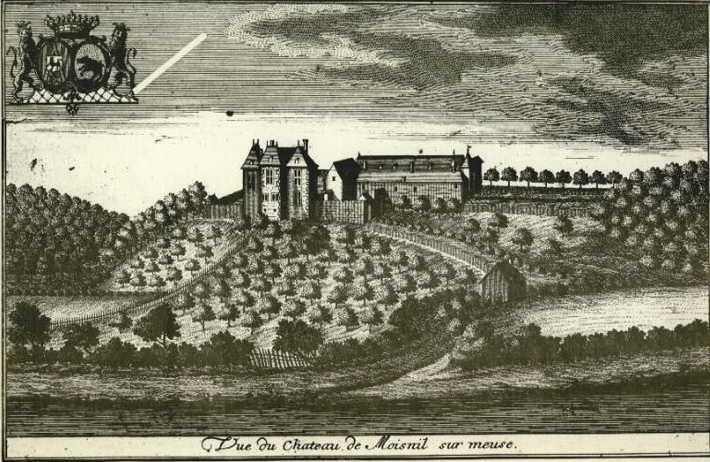
"Vue du Château de Moisnil sur meuse" : gravure de l'ancien château. (circa 1753-1794)

Le fief en entier comptait environ 100 ha pour Maizeret et 160 pour Moinil. Le lot Moinil portait en 1314, une « thour » et une maison, qui seront le noyau du futur château.
Le « sous-fief » de Moinil change fréquemment de propriétaire : en 1645 la seigneurie et son château sont vendus pour 22 000 florins, pour être à nouveau cédés en 1677 pour 2 440 florins, le château et les bâtiments étant en ruine.
Le fief devient la propriété de Vincent de la Boverie, mayeur des ferrons et maître des forges qui reconstruit la bâtisse et la transforme en une véritable demeure de plaisance.
La famille de Barré ont obtenu les fiefs de Maizeret et de Moisnil en 1753. Le dernier seigneur de Maizeret, jusqu'à fin de l'Ancien Regime (1794), fut le baron Jacques de Baré, seigneur de Houchenée, relevant de la Cour féodale de Liège.

### LeXXesiècle
En 1902, les agrandissements de Jules van Dievoet, d'après les plans de l'architecte Octave Flanneau furent réalisés.
La société « Les Journaux Réunis de Lille à Roubaix » acheta en juin 1922 à Madame veuve Jules van Dievoet, née Marguerite Anspach, l'ensemble du château avec son parc de 35 hectares. C'est ainsi qu'à la suite de cet achat Madame Duhamel, propriétaire de cette société de presse, occupa le bien pendant près de 17 années.
Ce fut ensuite Madame Marguerite de la Barre d’Erquelinnes, épouse du comte Antoine d'Ursel, qui acquit le domaine du Moisnil en date du 21 mars 1939. Cette famille y construisit un nouveau porche en 1960. C’est à cette époque aussi que cessa l'exploitation de la ferme attenante. Depuis 1988, le château est habité par le comte et la comtesse Didier d’Ursel, ainsi que le comte et la comtesse Benoit d'Ursel.

### La Seconde Guerre mondiale
Peu avant la guerre de 40-45, le château fut réquisitionné pour loger la garnison du fort de Maizeret. Dès la mobilisation générale de septembre 1938, il servit en partie de cantonnement aux soldats chargés de la défense de la vallée de la Meuse.
Le 12 mai 1940, le château fut bombardé par surprise par la Luftwaffe allemande, en même temps que la ville de Namur. Les parties les plus anciennes de l'ancien château, dont il ne reste plus actuellement que les caves cachées sous un couvert de gravier, furent détruites.

### Une anecdote
L'ancien château avait été habité au XVIIe siècle par un certain Henri de La Fontaine qui passe pour être apparenté à Jean de La Fontaine, le fabuliste, et l'on raconte même que Jean de La Fontaine, qui suivait comme historiographe Louis XIV lors du siège de Namur y aurait séjourné en 1692 auprès de ce lointain cousin et y aurait composé "Les animaux malades de la peste". Le banc de pierre d'où il pouvait admirer la beauté du paysage mosan s'y trouverait toujours.
Cette anecdote est infondée, le Fabuliste étant à l'époque malade et en disgrâce.

## Dendrologie
Dans le parc se trouvait en 1912, à l'époque de Jules Van Dievoet, un très bel exemplaire de Tsuga Mertensiana.

## Armorial

Blason du dernier seigneur de Maizeret, le baron Jacques de Baré de Moisnil, seigneur de Houchenée. La famille De Baré acquiert le domaine de Maizeret et Moisnil en 1753. Aussi le blason du village de Maizeret.
Blason de Jules Van Dievoet, propriétaire du château dont il construisit l'aile actuelle en 1902.
Blason de Marguerite Anspach, propriétaire après la mort de son mari Jules Van Dievoet
Blason de Marguerite de la Barre d’Erquelinnes, épouse du comte Antoine d'Ursel, qui acquit le domaine du Moisnil le 21 mars 1939.
Blason de la famille d'Ursel, propriétaire actuel du château.